# إيتابيرا
إيتابيرا هي بلدية في البرازيل، تتبع ميناس جرايس، بلغ عدد سكانها 109٬783  نسمة، في 2010، تبلغ مساحتها 1٬253٫704 كيلومتر مربع.

## الموقع
تشترك في الحدود مع:
- Jaboticatubas [الإنجليزية]‏
- Bom Jesus do Amparo [الإنجليزية]‏
- João Monlevade [الإنجليزية]‏.

## أعلام
- أنا بياتريز باروس
- ديدي
- ماركو توليو
- كارلوس درموند دي آندرادي